# Завод MTBE у Аньда
Завод MTBE у Аньда – складова розташованого у провінції Хейлунцзян нафтохімічного майданчику компанії  Heilongjiang Anruijia Petrochemical.
Одним із напрямків діяльності Anruijia Petrochemical є випуск високооктанової паливної присадки – метилтретинного бутилового етеру (MTBE), який отримують шляхом реакції ізобутилена та метанола. Станом на початок 2010-х компанія мала дві установки річною потужністю 30 та 80 тисяч тон МТВЕ, а в 2014-му до них приєдналась третя з показником 300 тисяч тон.
Необхідний ізобутилен наразі переважно отримують на самому майданчику шляхом дегідрогенізації ізобутану, для чого в тому ж 2014-му ввели установку річною потужністю 200 тисяч тон на рік, яка використовує технологію C4 Oleflex компанії Honeywell UOP. Тоді ж запустили комплекс фракціонування зрідженого нафтового газу, здатний переробляти 500 тисяч тон на рік. Він виробляє частину необхідного ізобутану, а також забезпечує бутаном установку ізомеризації потужністю 140 тисяч тон ізобутану на рік.